# فريدريك ليبي
فريدريك ليبي (بالإنجليزية: Frederick Libby)‏ هو عسكري أمريكي، ولد في 15 يوليو 1892 في سترلينغ في الولايات المتحدة، وتوفي في 9 يناير 1970.